# ديفونتاي كاكوك
ديفونتاي كاكوك (بالإنجليزية: Devontae Cacok)‏ (مواليد 8 أكتوبر 1996) هو لاعب كرة سلة أمريكي يلعب في مركز لاعب هجوم قوي الجسم في نادي لوس أنجلوس ليكرز.

## روابط خارجية
- ديفونتاي كاكوك على موقع إن بي أي (الإنجليزية)
- ديفونتاي كاكوك على موقع سبورتس رفرنس (الإنجليزية)
- ديفونتاي كاكوك على موقع كرة السلة الأوروبية.كوم (الإنجليزية)
- ديفونتاي كاكوك على موقع إي إس بي إن.كوم (الإنجليزية)
- ديفونتاي كاكوك على موقع كلية كرة السلة في سبورتس رفرنس.كوم (الإنجليزية)
- ديفونتاي كاكوك على موقع ريلجم (الإنجليزية)
- ديفونتاي كاكوك على موقع بروبوليرز (الإنجليزية)
- ديفونتاي كاكوك على موقع سبورتس رفرنس (الإنجليزية)